# 木佐茂男
木佐 茂男（きさ しげお、1950年 - ）は、日本の法学者。行政法学専攻。学位は、博士（法学）（北海道大学・1990年）（学位論文「人間の尊厳と司法権 - 西ドイツ司法改革に学ぶ」）。北海道大学名誉教授、九州大学名誉教授。弁護士。

## 人物
島根県出身。2016年4月以降、九州リーガル・クリニック法律事務所、赤坂協同法律事務所、向原総合法律事務所勤務弁護士を経て、2020年3月木佐法律事務所代表弁護士。マスメディアで報道された重要取扱事件として、福岡市屋台訴訟および自由民主党福岡県大牟田支部名誉毀損損害賠償請求事件がある。

## 略歴
1973年島根大学文理学部法学科卒業。1978年京都大学大学院法学研究科博士課程単位取得退学。1978年近畿大学法学部専任講師。1982年北海道大学法学部助教授。1985年ドイツ連邦共和国（西ドイツ）ミュンヘン大学に留学（1987年まで）。1988年北海道大学法学部教授。1990年に勤務先の北海道大学より博士（法学）の学位を取得。1995年自治体法務合同研究会（呼称統一は後年）を創設。1997年ニセコ町広報公聴検討会議委員（座長）（2001年まで）。地方分権改革の当初の1994年11月に衆議院の特別委員会、司法制度改革の当初の1999年5月に参議院の法務委員会において参考人として発言をした。1999年9月に発足した日本裁判官ネットワークの設立契機を与え、設立時にはドイツの裁判官2団体から同ネットワークへの祝賀メッセージを代行して受け取る。2000年九州大学大学院法学研究院教授。2000年12月国内初の北海道ニセコ町まちづくり基本条例の制定に貢献、2001年高知県立法指針検討会顧問（2002年まで）。国立大学法人化・法科大学院発足に伴い2004年福岡県弁護士会弁護士登録、弁護士法人九州リーガル・クリニック法律事務所入所。ただし、登録後、同法律事務所の設立まで数日間は山出和幸法律事務所に所属。2008年北海道大学名誉教授、2008年4月中国人民大学法学院客員教授、2009年5月九州大学主幹教授。2016年九州大学定年退職、九州大学名誉教授。2016年から2017年にかけて福岡県行政不服審査会会長を務めた。

## 専門
行政法学。特に行政救済法、地方自治法、自治体法務、裁判制度。

## 著書
- 『地方自治法の論点』（共著、有斐閣、1982年）
- 『人間の尊厳と司法権』（日本評論社、1990年）
- 『環境行政判例の総合的研究』（編著、北海道大学図書刊行会、1995年）
- 『豊かさを生む地方自治；ドイツを歩いて考える』（日本評論社、1996年）
- 『自治体法務とは何か』（公人の友社、1997年）
- 『地方分権改革』（共著、法律文化社、2000年）
- 『Internationalisierung von Staat und Verfassung im Spiegel des deutschen und japanischen Staats- und Verwaltungsrechts』、Berlin、Duncker & Humblot、2002、432S. （Rainer Pitschas と共編）
- 『自治体の創造と市町村合併』（監修、第一法規、2003年）
- 『分権の光 集権の影』（共編著、日本評論社、2003年）
- 『わたしたちのまちの憲法―ニセコ町の挑戦』（共編著、日本経済評論社、2003年）
- 기사 시게오・이가라시 다카요시・호보 다케히코 편저、 강신일 역 (2006)『일본 지방자치의 오늘을 본다』 건국대학교출판부（姜信一訳、建国大学校出版部）（原著：木佐茂男・五十嵐敬喜・保母武彦編著『分権の光・集権の影』（2003年））
- 『自治基本条例は活きているか！？ ― ニセコ町まちづくり基本条例の10年』（共編著、公人の友社、2012年）
- 『地方自治制度“ 再編論議” の深層～ジャーナリストが分析する～』（監修、公人の友社、2012年）
- 『テキストブック現代司法［第6版］』（共著、日本評論社、2015年）
- 『分権危惧論の検証 ― 教育・都市計画・福祉を題材にして』（共編、公人の友社、2015年）
- 『地方自治の基礎概念 ― 住民・住所・自治体をどうとらえるか』（共編、公人の友社、2015年）
- 『国際比較の中の地方自治と法』（日本評論社、2015年）
- 『新版 自治体法務入門』（共編著、公人の友社、2016年）
- 『司法改革と行政裁判』（日本評論社、2016年）
- 『合併しなかった自治体の実際』（監修、公人の友社、2017年）

著書、論文、判例評釈等は、2015年秋までに発表されたものが九州大学法政研究に掲載されている。

## 映像
- 映画の原作と監修『日独裁判官物語』（2019年 日本民主法律家協会。復刻版DVD。）（原作は学位論文 『人間の尊厳と司法権』）
  - 次を受賞。平成11年度 文化庁優秀映画賞（短編映画部門）、1999年度日本映画ペンクラブ ノン・シアトリカ（非劇場）部門第1位、1999年度キネマ旬報ベスト・テン文化映画第3位、第17回日本映画復興賞のうち、日本映画復興奨励賞